# Puebla (állam)
Puebla Mexikó egyik szövetségi állama. Fővárosa teljes nevén Heroica Puebla de Zaragoza, de gyakran csak Pueblának mondják.
Területe 34 290 km², kb. 5,8 millió lakosa van.
San Andrés Cholulában van egy nagy azték piramis (Tlachihualtepetl), amely 425 m × 425 m-es alapterületével és 66 méteres magasságával térfogat szerint a világ legnagyobb piramisa (4,45 millió m³).

## Fekvése
Nagyjából az ország központjában, a fővárostól (Mexikóváros), valamint a Popocatépetl és az Iztaccíhuatl nevű vulkánoktól keletre fekszik. Délen Guerrero és Oaxaca államokkal, keleten és északon Veracruzzal, nyugaton Hidalgo, Tlaxcala, México és Morelos államokkal határos.

## Népessége
Ahogy egész Mexikóban, a népesség növekedése Puebla államban is gyors, ezt szemlélteti az alábbi táblázat
| Év   | Lakosság  |
| ---- | --------- |
| 1990 | 4 126 101 |
| 1995 | 4 624 365 |
| 2000 | 5 076 686 |
| 2005 | 5 383 133 |
| 2010 | 5 779 829 |

## Turizmus

### Természeti látnivalók
Az állam területén három nemzeti park található (mindhárom átnyúlik a szomszédos államokba): az Iztaccíhuatl-Popocatépetl Nemzeti Park a két nevezetes vulkánt foglalja magába, a Malinche Nemzeti Park a Malinche vulkánt, a Pico de Orizaba Nemzeti Park pedig az Orizabát. Sokan látogatják még a Valle de Piedras Encimadas nevű völgyet Zacatlán községben, ahol különleges formájú hatalmas sziklákat alkotott a természet.

### Műemlékek
- Chautla hacienda